# IEEE Photonics Journal
IEEE Photonics Journal (ook Photonics Journal) is een internationaal, aan collegiale toetsing onderworpen wetenschappelijk tijdschrift op het gebied van de natuurkunde. De naam wordt in literatuurverwijzingen meestal afgekort tot IEEE Photonics J.
Het wordt uitgegeven door IEEE Photonics Society namens het Institute of Electrical and Electronics Engineers en verschijnt 6 keer per jaar.
Het eerste nummer verscheen in 2009.